# 扁叶刺芹
扁叶刺芹（学名：Eryngium planum）是伞形科刺芹属的植物。分布在天山、俄罗斯、阿尔泰山、欧洲以及中国大陆的新疆等地，生长于海拔500米至1,500米的地区，多生在杂草地带。